# The Three Doctors
The Three Doctors (traduzione letterale "I tre dottori") è la prima macrostoria (in inglese serial) della decima stagione della serie televisiva di fantascienza britannica Doctor Who, trasmessa per la prima volta in quattro parti settimanali dal 30 dicembre 1972 al 20 gennaio 1973 in Gran Bretagna.
Il serial ha inaugurato il decimo anniversario della serie e riunisce i primi tre Dottori con i rispettivi attori che hanno interpretato il ruolo. Questo lo rende la prima storia di Doctor Who in cui una precedente incarnazione del Dottore ritorna nello show. In Italia è inedito.

## Trama
Un segnale viene inviato sulla Terra, portando con sé degli insoliti blob che vogliono catturare il dottore. Nel frattempo, il pianeta dei Signori del Tempo è sotto assedio, così, disperati e imprigionati, infrangono la Prima Legge del Tempo, permettendo al Dottore di aiutarsi evocando le sue precedenti incarnazioni. Tuttavia il Primo Dottore è intrappolato in un vortice temporale e può parlare solo tramite lo schermo del TARDIS.
I Dottori investigano, mentre il quartier generale dello UNIT viene attaccato dalle creature simili a blob. Il Primo Dottore si rende conto che il buco nero è un ponte di passaggio tra universi, così decide di lasciare che il TARDIS venga risucchiato in esso, ritrovandosi in un universo di antimateria creato dal leggendario Signore del Tempo Omega, un ingegnere solare inventore della supernova che alimenta il potere della civiltà dei Signori del Tempo, ma che può anche potenzialmente essere loro fatale. Infatti, egli è rimasto intrappolato in questo universo, la cui esistenza e realtà sono mantenute dalla sua sola volontà.
Omega vuole vendicarsi di quelli che lui crede lo abbiano abbandonato, e vorrebbe che i Dottori prendessero il suo posto come prigionieri in questo universo d'antimateria. Ma l'esposizione ai singolari effetti gravitazionali del buco nero ha distrutto la forma fisica di Omega: egli non può andarsene. Omega ora chiede che i Dottori condividano con lui il suo eterno esilio.
I Dottori propongono un modo per liberare Omega, offrendogli un generatore in grado di creare uno scudo deflettore. In uno scoppio d'ira, Omega getta via il generatore ma il flauto barocco del Secondo Dottore cade fuori da esso (essendoci caduto prima, rimanendo così materia positiva non convertita) annichilendo in un lampo tutto ciò che incontra nell'universo dell'antimateria, restituendo i Dottori al TARDIS e al loro universo. Il Terzo Dottore spiega che la morte era l'unica libertà che chiunque avrebbe potuto offrire a Omega.
I Signori del Tempo, tornati in possesso dei loro poteri, restituiscono il Primo ed il Secondo Dottore ai loro rispettivi periodi di tempo. Come premio, pongono fine all'esilio sulla Terra del Terzo Dottore ripristinando la sua conoscenza su come viaggiare attraverso lo spazio e il tempo.

## Produzione
Originariamente la sceneggiatura includeva tutti e tre i dottori insieme sulla scena, ma William Hartnell era troppo malato per riuscire a filmare le sue scene come previsto. Il suo ruolo fu quindi ridotto, apparendo solo sullo scanner del TARDIS e ai Signori del Tempo. Fu l'ultimo lavoro di Hartnell svolto come attore, prima della sua morte nel 1975. Le scene di Hartnell sono state girate negli Ealing Studios della BBC e non in un garage o in un capanno da giardino come dichiaravano delle leggende metropolitane messe in giro dai fan. Tuttavia le fotografie promozionali sono state scattate a casa di Hartnell nel Kent, prima nel giardino e poi nel garage. Le foto sono l'unica volta in cui gli attori sono apparsi insieme.

## Casting
Il Cancelliere è interpretato da Clyde Pollitt che aveva in precedenza interpretato uno dei Signori del Tempo che avevano cercato di esiliare il Secondo Dottore. Nel commento audio al DVD, Barry Letts dichiarò che la scelta fu intenzionale in quanto voleva significare che erano in definitiva lo stesso personaggio. In maniera simile, Graham Leaman ritorna nel ruolo di un Signore del Tempo dopo Colony in Space, discutendo le attività del Maestro e l'opportunità di utilizzare il Dottore in esilio come agente.

## Trasmissione e spettatori
Il serial fu teletrasmesso in quattro puntate a cadenza settimanale dal 30 dicembre 1972 al 20 gennaio 1973 su BBC One. Venne replicato su BBC2 nel novembre 1981 (23-26 novembre 1981) ogni giorno alle 17:40 da martedì a giovedì, come parte dello speciale The Five Faces of Doctor Who. I quattro episodi riscossero un indice d'ascolto di 5.0, 4.5, 5.7 e 5.8 milioni di spettatori rispettivamente.
| Episodio | Titolo       | Prima TV UK      | Spettatori UK (milioni) | Copie in archivio                |
| -------- | ------------ | ---------------- | ----------------------- | -------------------------------- |
| 1        | "Episodio 1" | 30 dicembre 1972 | 9.6                     | Videoregistratore a colori PAL 2 |
| 2        | "Episodio 2" | 6 gennaio 1973   | 10.8                    | Videoregistratore a colori PAL 2 |
| 3        | "Episodio 3" | 13 gennaio 1973  | 8.8                     | Videoregistratore a colori PAL 2 |
| 4        | "Episodio 4" | 20 gennaio 1973  | 11.9                    | Videoregistratore a colori PAL 2 |

## Accoglienza
Patrick Mulkern di Radio Times scrisse che The Three Doctors "poteva anche non essere la più grande storia mai raccontata" ma aveva il merito di porre termine all'esilio del Dottore sulla Terra e di aver fatto tornare Troughton, sebbene sfortunatamente Hartnell non fosse più in grado di fare più di tanto. Christopher Bahn, recensore di The A.V. Club sintetizzò il serial scrivendo che "c'erano alcune buone idee in esso, ma trattate con una tale mancanza d'immaginazione da rendere la storia non brutta nel complesso, ma semplicemente noiosa". Aggiunse anche che le parti più godibili erano i siparietti comici tra Pertwee e Troughton. Ian Jane di DVD Talk assegnò al serial tre stellette su cinque, facendo notare come fosse "leggermente sciocco" e non all'altezza dal punto di vista del design e degli effetti speciali. Tuttavia, lodò le interpretazioni di Pertwee e Troughton, il fatto che il personaggio di Jo fosse stato maggiormente valorizzato, e Stephen Thorne nel ruolo di Omega. Diversamente, Alisdair Wilkins di io9 indicò The Three Doctors come la peggior storia della serie classica di Doctor Who, scrivendo come il Secondo Dottore e il Brigadier Lethbridge-Stewart fossero stati ridotti a delle "macchiette comiche", che la storia era piena di buchi e troppo ingarbugliata, e definì Omega "un cattivo senza spessore".

## Edizioni Home Video
The Three Doctors è stato distribuito due volte in formato VHS, la prima volta nell'agosto 1991 e successivamente nel 2002 in versione rimasterizzata all'interno del cofanetto The Time Lord Collection. In versione DVD è uscito in Gran Bretagna nel novembre 2003. Un'edizione speciale del DVD, con nuovi contenuti speciali, è stata distribuita nel Regno Unito il 13 febbraio 2012.

## Romanzo
Dalla storia è stato tratto un romanzo scritto da Terrance Dicks, e pubblicato dalla Target Books nel novembre 1975.
La trasposizione letteraria fornisce una spiegazione plausibile circa il perché il regno di Omega sia una caverna: nel corso dei millenni, Omega si stancò dello sforzo mentale necessario per generare un paesaggio verdeggiante e ora si accontenta della roccia e del sottosuolo. Il Secondo Dottore è chiamato nel libro "Doctor Two" ("Dottore 2"). Sempre nel romanzo, il signor Ollis è stato rinominato Hollis.